# Aeroportul Regional Marana
Aeroportul Regional Marana (IATA: AVW, ICAO: KAVQ, FAA LID: AVQ) este un aeroport din Arizona, Statele Unite ale Americii ce deservește zona Tucson. Aeroportul a fost tranzitat în 2019 de 150 de pasageri.
Situat la o altitudine de 619 m, aeroportul dispune de 2 piste.

## Infrastructură

### Piste
Aeroportul dispune de 2 piste. Pista 03/21 are suprafața de asfalt și dimensiunile 3.892 picioare × 75 picioare. Pista 12/30 are suprafața de asfalt și dimensiunile 6.901 picioare × 100 picioare. 